# Цедраг
Цедра́г (также Цеадраг или Чедраг; лат. Ceadragus, пол. Czedróg; умер не ранее 826) — верховный князь Ободритского племенного союза с 819 года до смерти.

## Биография

### Получение княжества
Основным источником информации о жизни князя Цедрага являются сведения, содержащиеся в различных франкских анналах, в первую очередь, в «Анналах королевства франков». Согласно им, Цедраг, единственный сын князя ободритов Дражко, не смог в 809 году унаследовать княжество своего отца, так как был отстранён от престола Славомиром, которого позднейшие генеалогии называли его дядей. Предполагается, что причиной этого стало малолетство Цедрага.
О жизни Цедрага в следующие восемь лет ничего неизвестно. Впервые его имя было упомянуто в современных ему исторических источниках в 817 году, когда император франков Людовик I Благочестивый повелел князю Славомиру признать Цедрага соправителем. Вероятно, это было сделано по просьбе знатных ободритов, недовольных правлением своего князя. В ответ Славомир, до этого верный вассал императора, заключил антифранкский союз с сыновьями погибшего в 810 году короля данов Гудфреда. Франкские анналы не называют конкретных имён, но, согласно скандинавским источникам, одним из них был Хорик I. Это стало поводом для Людовика начать войну с ободритами, закончившуюся в 819 году пленением их князя. На заседании государственного сейма в Ахене Славомир был обвинён в измене правителю Франкского государства и лишён власти. Новым князем ободритов по приказу Людовика Благочестивого был поставлен Цедраг.

### Мятеж 821—823 годов
В начале своего правления Цедраг показал себя верным вассалом императора, участвуя на стороне франков в войне против претендовавших на престол Ютландии сыновей Гудфреда. Однако, по неизвестным причинам, уже в 821 году князь ободритов, также как и его предшественник, заключил с ними союз, что было расценено Людовиком I Благочестивым как отказ от вассальной зависимости. Это заставило императора принять решение о восстановлении на престоле Славомира, всё ещё находившегося у франков на положении пленника, но тот скончался по пути в земли ободритов, что позволило Цедрагу сохранить княжескую власть.
Вероятно, вслед за этим франки, опираясь на помощь саксов и вильцев, начали военные действия против ободритов. Подробный ход этой войны точно неизвестен. Франкские анналы сообщают только о том, что в 822 году за счёт земель ободритов была расширена территория Саксонской марки и что в бою с ободритами погиб верховный князь вильцев Люб. В результате, Цедрагу пришлось отправить своих послов на состоявшийся в конце года во Франкфурте государственный сейм Франкской империи. На нём Людовик Благочестивый рассмотрел взаимные жалобы ободритов и вильцев, а также обвинения в государственной измене, выдвинутые против Цедрага. По решению правителя франков, к князю ободритов было направлено посольство, потребовавшее от него прибыть к императору на суд. Цедраг был вынужден подчиниться и в конце 823 года приехал ко двору Людовика Благочестивого в Компьень. Здесь князь ободритов сумел оправдаться во всех предъявленных ему обвинениях, был прощён императором «ради заслуг его [Цедрага] предков» и получил от того щедрые подарки.

### Последние годы
В 826 году против власти Цедрага поднялся мятеж, о целях которого источники ничего не сообщают. По свидетельствам франкских анналов, летом этого года к Людовику I Благочестивому в Ингельхайм прибыла делегация ободритов, обвинившая своего князя в неповиновении императору. Тогда же в нелояльности к императору своими приближёнными был обвинён и знатный лужичанин (возможно, князь) Тунгло. Под угрозой начала вооружённого конфликта с франками оба славянских вождя в середине октября приехали на государственную ассамблею, проходившую в Ингельхайме. Тунгло смог быстро оправдаться перед Людовиком Благочестивым и вскоре был отпущен, однако к Цедрагу император был не столь милостив. Колеблясь, кому отдать предпочтение — князю или мятежникам — император франков, задержав при себе ободритского князя, направил к его соплеменникам посольство, которое должно было установить, кого те хотели бы видеть своим правителем. Послы возвратились в конце года и сообщили Людовику Благочестивому, что хотя среди ободритов есть разные мнения о том, кому быть их князем, наиболее знатные из славян желают возвращения Цедрага. Это решило исход дела: Цедраг был утверждён императором в качестве правителя ободритов и отпущен в свои владения.
Сообщение франкских анналов об участии Цедрага в суде в Ингельхайме — последнее достоверное свидетельство исторических источников о его жизни. Составленные в XVIII веке в Мекленбурге генеалогии местных правителей, считающиеся многими современными историками малодостоверными, датируют смерть Цедрага 830 годом и сообщают, что новым князем ободритов стал его единственный сын Гостомысл.